# Antoine de Ville
Antoine Deville (1596-1657) foi um engenheiro militar francês.
Foi autor de um trabalho de fortificação publicado em 1629 e de "O Governador de Praças", em 1639. Os seus métodos terão sido aplicados na fortificação da Praça-forte de Almeida (1646-1657).